# EBay (singolo)
eBay è una canzone di "Weird Al" Yankovic, pubblicata nel 2007 come singolo estratto dall'album Poodle Hat. È la parodia di I Want It That Way dei Backstreet Boys.

## Significato
L'autore descrive, in modo ironico, l'enorme possibilità di oggetti comprabili su eBay. La canzone, per la sua musicalità, si trova in molti video, soprattutto su YouTube, in quanto si accosta a molte immagini, dando effetti comici.
Il brano dura 3 minuti e 36 secondi.

## Tracce
1. eBay – 3:36

## Video
Ufficialmente non è mai stato fatto nessun video del singolo, ma la canzone eBay fu effettivamente eseguita in diretta al eBay Live! 2003. Una parte di questa esibizione può essere vista all'inizio del documentario della CNBC The eBay Effect: Inside a Worldwide Obsession.

## Classifiche
| Classifica (2007)                     | Posizione massima |
| ------------------------------------- | ----------------- |
| U.S. Billboard Bubbling Under Hot 100 | 15                |